# 长叶耳蕨
长叶耳蕨（学名：Polystichum longissimum）为鳞毛蕨科耳蕨属下的一个种。

## 扩展阅读
- 維基物種上的相關：长叶耳蕨